# ليغا برو 1999-00
ليغا برو 1999-00 (بالبرتغالية: Liga de Honra de 1999–00‏) هو موسم من ليغا برو. فاز فيه نادي باسوش دي فيريرا.